# Carola Zirzow

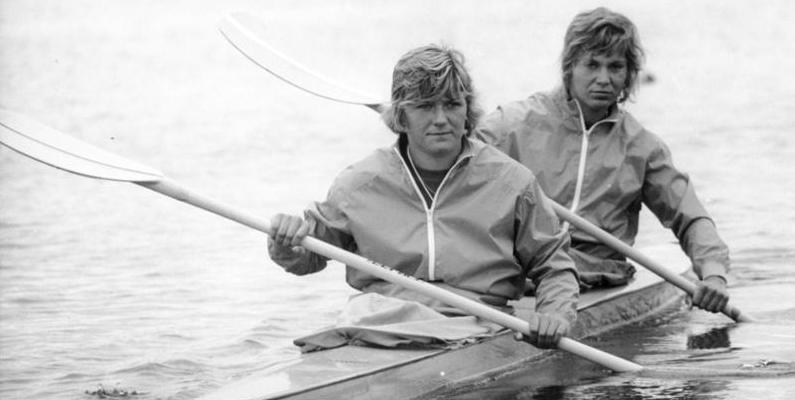
Bärbel Köster und Carola Zirzow (rechts) beim Training 1976 in Montreal

Carola Zirzow (* 15. September 1954 in Prenzlau) ist eine ehemalige deutsche Kanutin.
Carola Zirzow startete für den SC Neubrandenburg, wo sie von Horst Kautzke trainiert wurde. 1972 wurde sie im Zweier-Kajak und im Vierer-Kajak Siegerin bei der Kinder- und Jugendspartakiade, 1972 und 1974 DDR-Meisterin mit Ilse Kaschube im Zweier, 1974 bis 1976 auch im Vierer. 1974 und 1975 wurde sie Weltmeisterin im Vierer-Kajak, 1975 zudem mit Bärbel Köster im Zweier. 1976 gewann Zirzow den Titel der DDR-Meisterin im Einer-Kajak, profitierte dabei jedoch von der Abwesenheit von Anke Ohde. Zwischen beiden kam es zu einem internen Ausscheidungsrennen um die Teilnahme an den Olympischen Spielen von Montreal, das Zirzow für sich entscheiden konnte. Anschließend gewann sie bei den Spielen auch den Einertitel über 500 m und zudem mit Köster die Bronzemedaille über 500 m im Zweier-Kajak.
Anschließend gab es jedoch interne Probleme mit der Mannschaftsführung der DDR. Weil sie mit dem italienischen Kanuten Oreste Perri befreundet war, kam sie in der Nacht nach dem Olympiasieg nicht ins olympische Dorf zurück. Daraufhin beschloss der oberste Sportfunktionär der DDR, Manfred Ewald, Zirzow aus dem Nationalkader zu entfernen. Die Beziehung der beiden war der DDR-Führung nicht genehm. Für ihren Erfolg wurde sie noch mit dem Vaterländischen Verdienstorden in Silber ausgezeichnet, durfte ihre Laufbahn jedoch nicht fortsetzen. Nach ihrer Karriere wurde Zirzow Physiotherapeutin. Die Neubrandenburgerin ist mit einem Arzt verheiratet und arbeitet in dessen Praxis.